# Versicherungsmathematische Funktion
Die Versicherungsmathematische Funktion (VMF) ist eine Funktion im Versicherungsunternehmen, die unter Solvency II (Artikel 48 der Solvency-II-Richtlinie) und in § 31 des Versicherungsaufsichtsgesetzes gefordert wird. Sie ist eine der vier in den Erläuterungen zu § 24 VAG definierten Schlüsselfunktionen.

## Beschreibung und organisatorische Eingliederung
Die VMF wird für alle Versicherungs- und Rückversicherungsunternehmen und für Versicherungsgruppen gefordert (für Gruppen im gesamten EWR in § 246 der Solvency-II-Richtlinie bzw. in Deutschland in § 275 VAG ab 1. Januar 2016). Die Anforderungen der Richtlinie gelten für alle Versicherungs- und Rückversicherungsgesellschaften im EWR gleichermaßen.
Abzugrenzen ist die VMF vom Verantwortlichen Aktuar in Deutschland gemäß der §§ 141, 156, 161 und 162 VAG. Im Gegensatz zum Verantwortlichen Aktuar ist es nicht erforderlich, dass die VMF von einer einzelnen Person ausgeführt wird. Die Verteilung auf mehrere Personen, die auch unterschiedlichen organisatorischen Einheiten im Unternehmen angehören können, oder das Outsourcing ist zulässig. Die Bundesanstalt für Finanzdienstleistungsaufsicht (BaFin) legt in Deutschland allerdings darauf Wert, dass es einen Ansprechpartner im Unternehmen beziehungsweise für die Versicherungsgruppe für die VMF gibt. Im Falle des Outsourcing der VMF ist ein Outsourcingbeauftragter notwendig.
Die VMF ist eine der aufsichtsrechtlich zu besetzenden Schlüsselfunktionen neben der internen Revision, der Compliance-Funktion und der Risikocontrolling-Funktion. Regulatorisch wird daher auch von der VMF Unabhängigkeit erwartet. Folglich sollte die VMF beispielsweise nicht für die Zeichnung von Versicherungsrisiken oder für den Wertpapierhandel zuständig sein. Es sollten auch keine Interessenskonflikte zu den anderen aufsichtsrechtlichen Schlüsselfunktionen bestehen. Gemäß der Solvency-II-Richtlinie ist es aber ausdrücklich zulässig, dass in bestimmten Fällen, z. B. in mittleren oder kleinen Versicherungsunternehmen, bei Spezialanbietern und in Abhängigkeit von der Natur, Größe und Komplexität der Risiken, die oben genannten Funktionen in Personalunion verantwortet werden können. Potentiellen Konflikten ist mit entsprechenden flankierenden Maßnahmen geeignet zu begegnen.
Eine konkrete Organisationsform für die Ausgestaltung der VMF ist regulatorisch nicht vorgeschrieben. Es wird gefordert, dass eine wirksame VMF existiert, die unabhängig von der Risikonahme ist und die Fähigkeiten zur Koordination von Berechnungen, aktuarielle Methodenkompetenz, Verlässlichkeit, Beurteilungsfähigkeit und Erfahrung im Umgang mit der Komplexität von Risiken besitzt.
Aufgaben gemäß Artikel 48 der Solvency-II-Richtlinie bezüglich der Solvenzbilanz sind:
1. Koordinierung der Berechnung der versicherungstechnischen Rückstellungen
2. Gewährleistung der Angemessenheit der verwendeten Methoden und Basismodelle sowie der bei der Berechnung der versicherungstechnischen Rückstellungen gemachten Annahmen
3. Bewertung der Hinlänglichkeit und der Qualität der Daten, die bei der Berechnung der versicherungstechnischen Rückstellungen zugrunde gelegt werden
4. Vergleich der besten Schätzwerte mit den Erfahrungswerten
5. Unterrichtung des Verwaltungs-, Management- oder Aufsichtsorgans über die Verlässlichkeit und Angemessenheit der Berechnung der versicherungstechnischen Rückstellungen
6. Überwachung der Berechnung der versicherungstechnischen Rückstellungen in den in Artikel 82 der Solvency-II-Richtlinie genannten Fällen (Qualität der Daten und Anwendung von Näherungswerten einschließlich Einzelfallanalysen bei den versicherungstechnischen Rückstellungen)
7. Formulierung einer Stellungnahme zur generellen Zeichnungs- und Annahmepolitik
8. Formulierung einer Stellungnahme zur Angemessenheit der Rückversicherungsvereinbarungen
9. Beitrag zur wirksamen Umsetzung des in Artikel 44 der Solvency-II-Richtlinie (Risikomanagement) genannten Risikomanagementsystems, insbesondere im Hinblick auf die Schaffung von Risikomodellen, die der Berechnung der Kapitalanforderungen im Sinne von Kapitel VI Abschnitte 4 und 5 der Solvency-II-Richtlinie (Solvenzkapitalanforderungen und Mindestkapitalanforderungen) zugrunde liegen, und zu der in Artikel 45 der Solvency-II-Richtlinie (Unternehmenseigene Risiko- und Solvabilitätsbeurteilung) genannten Bewertung.

Aufgaben bezüglich der Koordinierung der Berechnung der Versicherungstechnischen Rückstellungen in der Solvenzbilanz sind:
1. Anwendung von Methoden und Prozessen, welche die Angemessenheit der versicherungstechnischen Rückstellungen einschätzen als auch einschätzen, ob die Berechnungen im Einklang stehen mit den Anforderungen der Solvency II-Richtlinie
2. Einschätzung und Bewertung der mit der Berechnung der versicherungstechnischen Rückstellungen verbundenen Unsicherheit
3. Sicherstellung, dass mit Unzulänglichkeiten in den bei der Berechnung verwendeten Daten angemessen umgegangen wird
4. Sicherstellung, dass die angemessenste Approximation für die Ermittlung des besten Schätzwertes gewählt wird
5. Sicherstellung, dass eine geeignete Einteilung der Bestandes in homogene Risikogruppen vorgenommen wird
6. Sicherstellung, dass Finanzmarkt- und andere allgemein zugängliche Daten – sofern relevant – in die Bewertung der versicherungstechnischen Rückstellungen einbezogen werden
7. Anstellung von Untersuchungen auf Abweichungen von einem Jahr auf das andere bei der Bewertung der versicherungstechnischen Rückstellungen. Falls wesentliche Abweichungen vorliegen, müssen diese erklärt werden
8. Sicherstellung, dass Versicherungs- und Rückversicherungsverträge in geeigneter Weise auf in diesen Produkten enthaltene Optionen und Garantien untersucht werden
9. Beurteilung, ob Methoden und Annahmen zur Berechnung der versicherungstechnischen Rückstellungen für die einzelnen Geschäftszweige unter Berücksichtigung der Geschäftsabwicklung und der vorhandenen Daten im Unternehmen angemessen sind
10. Beurteilung, ob IT-Systeme, die zur Berechnung der versicherungstechnischen Rückstellungen genutzt werden, die aktuariellen und statistischen Verfahren hinreichend unterstützen
11. Vergleich der besten Schätzwerte mit den Erfahrungswerten und Beurteilung, ob die Qualität der früheren Schätzungen angemessen ist und Nutzung dieser Erkenntnisse zur Verbesserung der aktuellen Berechnungen. Diese Analyse umfasst einen Vergleich beobachteter Werte mit den geschätzten Parametern und Werten, die bei der Kalkulation des besten Schätzwertes verwendet wurden. Daraus sollen Schlüsse über die Angemessenheit, Genauigkeit und Vollständigkeit der Daten und Annahmen sowie über die bei der Berechnung verwendeten Methoden gezogen werden
12. Übermittlung von Information zur Berechnung der versicherungstechnischen Rückstellungen an den Vorstand, welche mindestens eine begründete Analyse zur Zuverlässigkeit und Adäquatheit der Berechnung enthält und mögliche Quellen und Ausmaße von Unsicherheiten bei der Berechnung aufzeigt. Diese Analyse sollte durch eine Sensitivitätsanalyse unterstützt werden, welche Sensitivitäten bezüglich wesentlicher zugrundeliegender Risiken, die von den versicherungstechnischen Rückstellungen abgedeckt werden, aufzeigt. Die VMF soll alle möglichen Bedenken hinsichtlich der Angemessenheit der versicherungstechnischen Rückstellungen aufzeigen und erläutern.

Die Stellungnahme zur Zeichnungs- und Annahmepolitik, mit Einschätzung, ob die verdienten Prämien ausreichend sind, um zukünftige Schäden und Kosten zu decken, sollten mindestens die folgenden Aspekte enthalten:
- die zugrundeliegenden Risiken (insbesondere „Underwriting“-Risiken) darstellen
- den Einfluss von Optionen und Garantien in Erst- und Rückversicherungsbeiträgen diskutieren
- auf die Angemessenheit der Beiträge eingehen
- den Einfluss von Inflation
- den Einfluss von Rechtsrisiko
- die Einflüsse von Portfolioveränderungen
- die Einflüsse von Steuerungsfunktionen (wie etwa Bonus-Malus-Systemen)
- die Einflüsse von Antiselektion

Die Stellungnahme zur Rückversicherung soll eine Analyse der Angemessenheit der Rückversicherung bezüglich folgender Aspekte umfassen:
- das Risikoprofil der Gesellschaft
- die Zeichnungspolitik
- die Zahlungsfähigkeit von Rückversicherungspartnern („credit standing“)
- die erwartete Rückversicherungsdeckung unter Stressszenarien bei Beachtung der Zeichnungsrichtlinie
- die Angemessenheit der Berechnung der Zahlungen aus Rückversicherungsverträgen und Rückversicherungszweckgesellschaften

Die VMF muss im Rahmen der Informationspflicht gegenüber der Geschäftsleitung mindestens jährlich einen Bericht an die Geschäftsleitung erstellen. Dieser Bericht sollte alle von der VMF wahrgenommenen Aufgaben und deren Ergebnisse dokumentieren sowie mögliche Unzulänglichkeiten und Empfehlungen diesbezüglich aufzeigen.

## Anforderungen an die Qualifikation
Zur Durchführung der Aufgaben der Versicherungsmathematischen Funktion soll diese von Personen bekleidet werden, die über Kenntnisse der Versicherungs- und der Finanzmathematik verfügen, die der Wesensart, dem Umfang und der Komplexität der Risiken angemessen sind, die mit der Tätigkeit des Versicherungs- oder Rückversicherungsunternehmens einhergehen, und die ihre einschlägigen Erfahrungen in Bezug auf anwendbare fachliche und sonstige Standards darlegen können.

## Geschichte
Die mit der 3. EG-Richtlinie zum 1. Juli 1994 erfolgte Deregulierung des deutschen Versicherungsmarktes hatte einen Wandel des Aufgabenbereichs der Versicherungsmathematiker zur Folge. Bis zu diesem Zeitpunkt waren alle mathematischen Grundlagen der Lebens- und Krankenversicherungsmathematik und der Unfallversicherung mit Prämienrückgewähr durch das Bundesaufsichtsamt für das Versicherungswesen genehmigungspflichtig. Eingeführt wurde in diesem Zusammenhang auch der Verantwortliche Aktuar, der einen Schwerpunkt seines Aufgabenbereichs den Kundenschutz durch Prüfung und Bestätigung der Deckungsrückstellung in der Bilanz nach Handelsgesetzbuch besitzt. Im Hinblick auf die Vereinheitlichung der Versicherungsaufsicht in Europa und im Zuge der Kapitalmarktkrisen seit Ende der 1990er-Jahre wurde die VMF europaweit eingeführt.